# Erikstads kyrkoruin

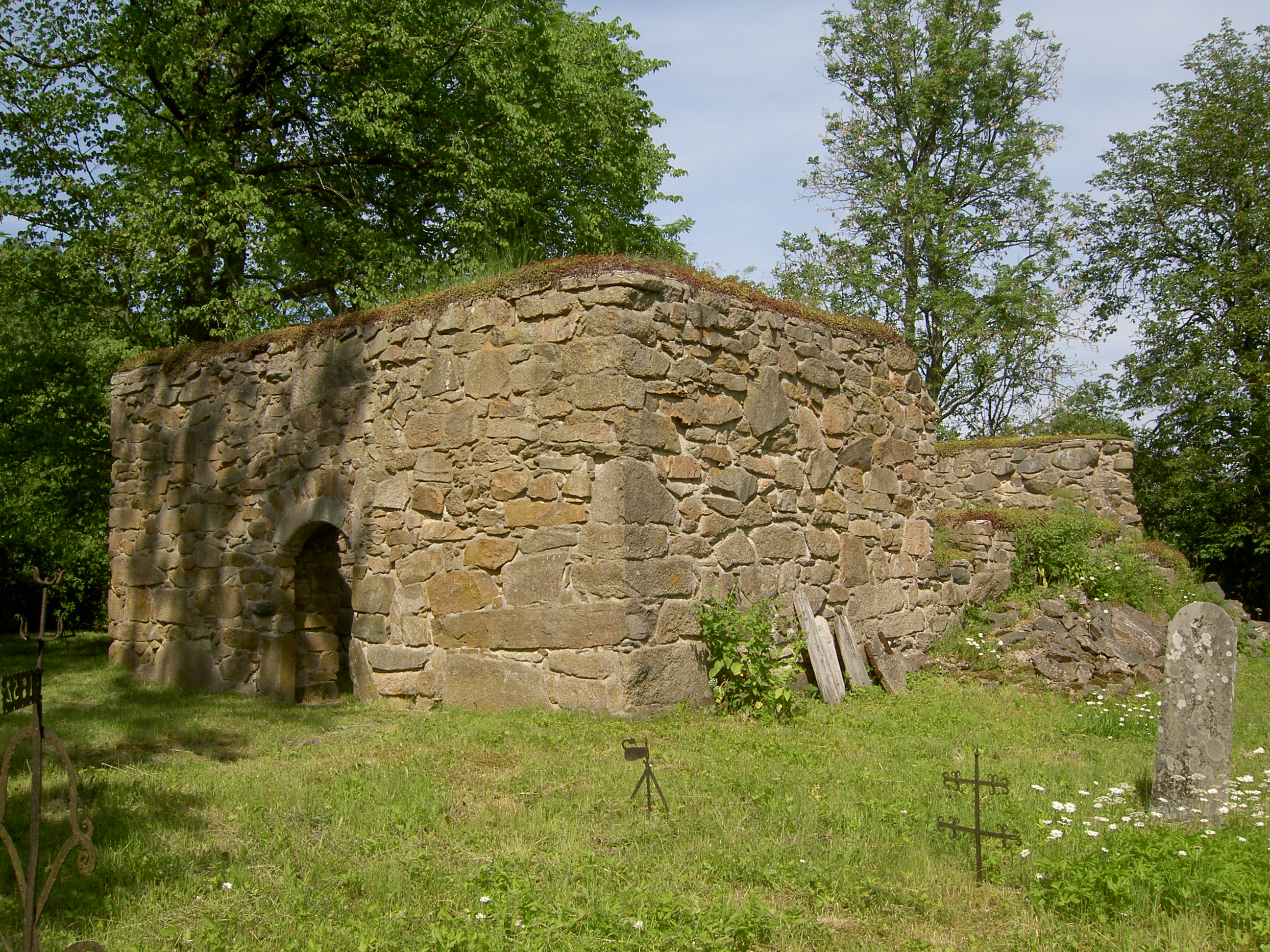
Erikstads kyrkoruin

Erikstads kyrkoruin är resterna av en kyrka som 1686 uppfördes på Dalboslätten som ersättning för en äldre, sannolikt medeltida träkyrka. Kyrkan övergavs 1881, i samband med att Erikstads nya kyrka invigdes, cirka 300 meter österut. När nya kyrkan hade tagits i bruk revs gamla kyrkan. Kyrkoruinen konserverades 1928.
Kyrkmurarna av gråsten består av ett långhus med tresidig, östlig koravslutning, något som var typiskt för dåtidens dalsländska kyrkobyggande. Senare har man byggt till kyrkan med en sakristia i nordost och ett torn i väster, grundmurarna efter dessa tillbyggen kan ses i marknivå.
Kyrkogården, med flera smidda järnkors, ligger på en backsluttning och omges av en låg mur.  